# Ghanariget
Ghanariget der eksisterede fra ca. 500 e.Kr. til ca. 1000 e.Kr., var et centralt kongedømme som lå i et område i nutidens Mali og Mauretanien. Ghanariget (eller Wagadou, som det blev kaldt af indbyggerne, Soninkefolket) begyndte at tage form allerede i 300-tallet og havde sin storhedstid mellem 700 og 1000 e. Kr. Ved hjælp af godt udviklet krigsteknologi og god organisation annekterede Ghanariget små nabokongedømmer. Ghanariget lå strategisk placeeret på grænsen mellem ørkenen og Sahel, som tillod magthaverne at fungere som mellemmænd for Trans-Sahara-handelen med guld, elfenben, kobber, salt og slaver (salt var sandsynligvis verdens vigtigste handelsvare før opdagelsen af olie og gas). Kontrol af salthandel og saltudvinding ville derfor give store indtægter. Ghana øgede sin magt ved hjælp af effektiv told- og skat på handel og handelsruter. Dette hjalp også med at regulere markedet så der ikke blev overproduktion af varer. Dermed blev inflation forebygget. Samtidig var området velegnet for heste og kameler, hvilket gjorde at de ghanesiske konger kunne stable store hære på benene, som kunne holde lov og orden i landet. Ghanariget kollabsede omkring midten af 1000-tallet, da det blev invaderet af almoraviderne, der tvang befolkningen til at konvertere til islam. Siden blev Ghanariget en del af Maliriget.